# Sisyra brunnea
Sisyra brunnea är en insektsart som beskrevs av Banks 1909. Sisyra brunnea ingår i släktet Sisyra och familjen svampdjurssländor. Inga underarter finns listade i Catalogue of Life.